# Aktion Dünamünde
Die Aktion Dünamünde, teilweise auch als Operation Dünamünde bezeichnet, war eine Erschießungsaktion der Nationalsozialisten im Frühjahr 1942, bei der alte und nicht mehr voll arbeitsfähige Menschen aus dem Ghetto Riga sowie dem Lager Jungfernhof ermordet wurden. Als Initiator der Aktion Dünamünde gilt Gerhard Maywald.

## Rekonstruierbares  Tatgeschehen
Nach dem Massaker im Wald von Rumbula im November/Dezember 1941 wurden aus den im Ghetto Riga und dem KZ Jungfernhof weiterhin inhaftierten Deportierten im Frühjahr 1942 die alten und nicht mehr voll arbeitsfähigen Menschen auf Listen erfasst. Angeblich sollten sie in einer Konservenfabrik in Dünamünde leichtere Arbeiten bei guter Verpflegung verrichten. Beim Abtransport aus Riga verbargen sich einige von ihnen; Angehörige anderer baten, nach Dünamünde mitgenommen zu werden. Nach dieser Version durchsuchten die Deutschen keine Wohnungen nach Zurückgebliebenen, die namentlich auf der Liste standen. Im Zuge dieser Aktion, die möglicherweise am 15. März 1942 stattfand, wurden nahezu 1900 Menschen ermordet. Als die Kleidungsstücke der Verschleppten zurückkamen, verbreitete sich diese Nachricht rasch.
Eine andere Version datiert einen Zwangstransport auf den 5./6. Februar 1942. Dabei wurde das Ghetto früh morgens hermetisch abgeriegelt. Einzelne Gruppen hätten in ihren Wohnstraßen zum Appell antreten müssen. Der jüdische Ordnungsdienst habe unter Leitung der deutschen und lettischen Ghettowache die Wohnungen durchsucht und alle Bewohner, auch Schwerkranke, auf die Straße getrieben. Zunächst seien die auf einer Liste erfassten Juden erfasst worden, dann auch andere Ältere sowie Frauen mit kleineren Kindern.  Wer sich gesträubt habe, sei brutal misshandelt und zum Teil wie Vieh auf die Ladefläche geworfen worden.
Nach Abgleich schriftlicher Quellen und unterschiedlicher Erinnerungen von Überlebenden bleiben die genannten Historiker im Zweifel, ob zwei oder drei Todestransporte das Ghetto verließen.
Die Durchführung der Aktion Dünamünde in Jungfernhof ist besser zu rekonstruieren. Hier wurden am 26. März 1942 bis auf 450 kräftige Häftlinge alle anderen mit Autobussen fortgeschafft. Auch sie  wurden in den nahegelegenen Wald von Biķernieki gebracht, der schon seit dem Juli 1941 als Erschießungsgelände diente. Unter Leitung von Offizieren der Sicherheitspolizei führten etwa zehn Mann des von Viktors Arājs geführten Kommando Arājs die Erschießungen in von anderen Internierten vorbereiteten Massengräbern durch. In mehreren Erschießungen wurden vermutlich ungefähr 1800 Menschen aus dem KZ Jungfernhof und 3000 aus dem Ghetto Riga ermordet.